# Parque nacional Grupo Isla Barnard
Grupo Isla Barnard es un parque nacional en Queensland (Australia), ubicado a 90 km al sur de Cairns y a 1296 km al noroeste de Brisbane.

## Datos
- Área: 0,6 km²
- Coordenadas: 17°40′29″S 146°10′22″E / -17.67472, 146.17278
- Fecha de Creación: 1994
- Administración: Servicio para la Vida Salvaje de Queensland
- Categoría IUCN: II

Véase también:
- Zonas protegidas de Queensland